# Titus Interactive
Titus Interactive SA, conhecida até março de 1999 como Titus France SA, foi uma produtora francesa de software que produziu e publicou jogos eletrônicos para várias plataformas. Sua sede foi localizada no Parc de l'Esplanade, em Lagny-sur-Marne, na Grande Paris. Em certo momento, foi localizada em Montfermeil, também na Grande Paris. Em 2004, a empresa declarou falência na França, fechando as suas subsidiárias no país e vendendo as suas propriedades intelectuais para a empresa estadunidense Interplay Entertainment.
O mascote da empresa era Titus, uma raposa antropomórfica protagonista do jogo Titus the Fox: To Marrakech and Back.

## História
A Titus Interactive foi fundada pelos irmãos Eric e Hervé Caen na França em 1985. Em 1991, a empresa adquiriu a Palace Software, divisão de jogos eletrônicos do Palace Group, e, em 1998, as desenvolvedoras BlueSky Software e Digital Integration Ltd. No final de 1999, a empresa adquiriu ações na publicadora Interplay Entertainment, incluindo o controle da distribuidora Virgin Interactive. A Titus obteve controle majoritário da Interplay em agosto de 2001.
Nos início da década de 2000, a Titus firmou acordos com empresas terceiras para a distribuição de jogos na América do Norte, como a Cryo Interactive em março de 2000, a Rage Software em setembro de 2000 e a Microids em maio de 2001. Em 2002, a Titus Japan K.K. assinou com a Konami um contrato similar para a distribuição de jogos no Japão.
Em junho de 2004, a Titus entrou com um pedido de falência, declarando um futuro insustentável para a Interplay. Em janeiro de 2005, um tribunal comercial distrital francês declarou a falência da empresa com uma dívida de 33 milhões de euros. As suas subsidiárias francesas foram fechadas, mas as suas subsidiárias internacionais continuaram em funcionamento. Harvé Caen continuou a ser CEO da Interplay.

## Jogos
A Titus começou a publicar jogos para computadores pessoais como o Amiga e o Commodore 64 antes de mudar o seu foco para consoles da quarta à sexta geração. Jogos desenvolvidos pela empresa com Virtual Kasparov, Automobili Lamborghini, e Virtual Chess 64 foram bem recebidos pela crítica, mas ela se tornou infame por seu envolvimento na criação de jogos com recepções negativas. Superman: The New Superman Adventures para o Nintendo 64 se tornou notório por sua baixa qualidade; a GameTrailers o considerou "o pior jogo de todos os tempos" e ele recebeu uma nota de 23% da crítica especializada, segundo o agregador de críticas GameRankings. O jogo de 2003 RoboCop também foi recebido de forma similar; a GameSpot o classificou com uma nota de 2.2 de 10, dizendo que "RoboCop tem uma série de problemas horríveis que tornam o jogo praticamente impossível de jogar".
| Ano  | Título                                       | Plataforma(s)                                                                                 | Desenvolvedora        | Ref.                 |
| ---- | -------------------------------------------- | --------------------------------------------------------------------------------------------- | --------------------- | -------------------- |
| 1988 | Crazy Cars                                   | Amstrad CPC, Commodore 64, MS-DOS, ZX Spectrum                                                | Titus                 | [ 22 ]               |
| 1988 | Fire and Forget                              | Amiga, Amstrad CPC, Atari ST, MS-DOS, ZX Spectrum                                             | Titus                 | [ 23 ]               |
| 1988 | Galactic Conqueror                           | Amiga, Amstrad CPC, Atari ST, MS-DOS                                                          | Titus                 | [ 24 ]               |
| 1988 | Off Shore Warrior                            | Amiga, Atari ST, MS-DOS                                                                       | Titus                 | [ 25 ] [ 26 ]        |
| 1988 | Titan                                        | Amiga, Amstrad CPC, Atari ST, Commodore 64, MS-DOS, FM Towns, PC Engine, ZX Spectrum, Famicom | Titus                 | [ 27 ]               |
| 1989 | Crazy Cars 2                                 | Amiga, Amstrad CPC, Atari ST, Commodore 64, MS-DOS, ZX Spectrum                               | Titus                 | [ 28 ]               |
| 1989 | Knight Force                                 | Amiga, Amstrad CPC, Atari ST, ZX Spectrum                                                     | Titus                 | [ 29 ]               |
| 1990 | Crime Does Not Pay                           | Amiga, Atari ST                                                                               | Titus                 | [ 30 ]               |
| 1990 | Dark Century                                 | Amiga, Amstrad CPC, Atari ST                                                                  | Titus                 | [ 31 ] [ 32 ]        |
| 1990 | Dick Tracy                                   | Amiga, Amstrad CPC, Atari ST, Commodore 64, MS-DOS                                            | Titus                 | [ 33 ] [ 34 ]        |
| 1990 | Fire & Forget II                             | Master System                                                                                 | Titus                 | [ 35 ]               |
| 1990 | Wild Streets                                 | Amiga, Amstrad CPC, Atari ST, Commodore 64, MS-DOS, ZX Spectrum                               | Titus                 | [ 36 ] [ 37 ]        |
| 1991 | The Blues Brothers                           | Amiga, Amstrad CPC, Atari ST, Commodore 64, MS-DOS, NES, Game Boy                             | Titus                 | [ 38 ] [ 39 ] [ 40 ] |
| 1991 | Prehistorik                                  | Amiga, Amstrad CPC, Atari ST, MS-DOS, Amiga CDTV                                              | Titus                 | [ 23 ] [ 41 ]        |
| 1992 | Battlestorm                                  | Amiga, MS-DOS, Amiga CDTV                                                                     | Titus                 | [ 42 ]               |
| 1992 | Crazy Cars 3                                 | Amiga, Amstrad CPC, Atari ST, Commodore 64, MS-DOS, Super NES, Amiga CD32, Game Boy           | Titus                 | [ 43 ] [ 44 ]        |
| 1992 | Titus the Fox: To Marrakech and Back         | Amiga, Amstrad CPC, Atari ST, MS-DOS, Game Boy, Game Boy Color                                | Titus                 | [ 45 ]               |
| 1993 | Prehistorik 2                                | Amstrad CPC, MS-DOS, Game Boy                                                                 | Titus                 | [ 46 ] [ 47 ]        |
| 1993 | Super Cauldron                               | Amiga, Amstrad CPC, Atari ST, MS-DOS                                                          | Titus                 | [ 48 ]               |
| 1994 | Monster Max                                  | Game Boy                                                                                      | Rare                  | [ 49 ] [ 50 ]        |
| 1994 | Quik the Thunder Rabbit                      | Amiga, Amiga CD32                                                                             | Stywox                | [ 51 ]               |
| 1994 | Ardy Lightfoot                               | Super NES                                                                                     | ASCII Corporation     | [ 52 ] [ 53 ]        |
| 1995 | Un Indien dans la ville                      | Game Boy                                                                                      | Titus                 | [ 54 ]               |
| 1995 | Virtua Chess                                 | MS-DOS, Windows                                                                               | Titus                 | [ 55 ]               |
| 1996 | Metal Rage: Defender of the Earth            | MS-DOS                                                                                        | Titus                 | [ 56 ]               |
| 1996 | The Brainies                                 | Super NES                                                                                     | Atreid Concept        | [ 57 ]               |
| 1996 | Incantation                                  | Super NES                                                                                     | Titus                 | [ 58 ]               |
| 1996 | Oscar                                        | Super NES                                                                                     | Flair Software        | [ 59 ]               |
| 1996 | Power Piggs of the Dark Age                  | Super NES                                                                                     | Radical Entertainment | [ 60 ]               |
| 1996 | Prehistorik Man                              | Super NES, Game Boy Advance                                                                   | Titus                 | [ 61 ] [ 62 ]        |
| 1996 | Prince of Persia 2: The Shadow and the Flame | Super NES                                                                                     | Brøderbund            | [ 59 ]               |
| 1996 | Realm                                        | Super NES                                                                                     | Flair Software        | [ 63 ]               |
| 1997 | Virtual Chess 2                              | Windows                                                                                       | Titus                 | [ 64 ]               |
| 1997 | Superman                                     | Game Boy                                                                                      | Titus                 | [ 65 ]               |
| 1997 | Automobili Lamborghini                       | Nintendo 64                                                                                   | Titus                 | [ 66 ]               |
| 1998 | Virtual Chess 64                             | Nintendo 64                                                                                   | Titus                 | [ 67 ]               |
| 1998 | Quest for Camelot                            | Game Boy Color                                                                                | Titus                 | [ 68 ]               |
| 1999 | Rival Realms                                 | Windows                                                                                       | Activ Pub             | [ 69 ]               |
| 1999 | Roadsters                                    | Nintendo 64, PlayStation, Dreamcast, Game Boy Color                                           | Titus                 | [ 70 ]               |
| 1999 | Superman: The New Superman Adventures        | Nintendo 64                                                                                   | Titus                 | [ 71 ]               |
| 1999 | Evil Zone                                    | PlayStation                                                                                   | Yuke's                | [ 72 ]               |
| 1999 | Xena: Warrior Princess: The Talisman of Fate | Nintendo 64                                                                                   | Saffire               | [ 73 ]               |
| 2000 | Incredible Crisis                            | PlayStation                                                                                   | Polygon Magic         | [ 74 ]               |
| 2000 | Hercules: The Legendary Journeys             | Nintendo 64, Game Boy Color                                                                   | Player 1              | [ 75 ]               |
| 2000 | Carmageddon                                  | PlayStation, Game Boy Color                                                                   | Stainless Games       | [ 76 ]               |
| 2000 | Blues Brothers 2000                          | Nintendo 64                                                                                   | Player 1              | [ 77 ]               |
| 2000 | Kao the Kangaroo                             | Windows, Dreamcast, Game Boy Advance                                                          | X-Ray Interactive     | [ 78 ] [ 79 ]        |
| 2000 | F/A-18E Super Hornet                         | Windows                                                                                       | Digital Integration   | [ 80 ]               |
| 2000 | Original War                                 | Windows                                                                                       | Altar Interactive     | [ 81 ]               |
| 2001 | Rox                                          | Game Boy Color                                                                                | Titus                 | [ 82 ]               |
| 2001 | Worms World Party                            | Windows, Dreamcast                                                                            | Team17                | [ 83 ] [ 84 ]        |
| 2001 | Virtual Kasparov                             | PlayStation, Game Boy Advance                                                                 | Titus                 | [ 85 ] [ 86 ]        |
| 2001 | Exhibition of Speed                          | Dreamcast                                                                                     | Player 1              | [ 87 ]               |
| 2001 | Hands of Time                                | Game Boy Color                                                                                | Mirage                | [ 88 ]               |
| 2001 | Top Gun: Firestorm                           | Game Boy Color                                                                                | Fluid Studios         | [ 89 ]               |
| 2001 | Xena: Warrior Princess                       | Game Boy Color                                                                                | Titus                 | [ 90 ]               |
| 2001 | RoboCop                                      | Game Boy Color                                                                                | Titus                 | [ 91 ]               |
| 2001 | Top Gun: Combat Zones                        | PlayStation 2, GameCube, Windows, Game Boy Advance                                            | Digital Integration   | [ 92 ] [ 93 ] [ 94 ] |
| 2001 | Stunt GP                                     | PlayStation 2                                                                                 | Team17                | [ 95 ]               |
| 2001 | Planet Monsters                              | Game Boy Advance                                                                              | Planet Interactive    | [ 96 ]               |
| 2001 | Codename: Outbreak                           | Windows                                                                                       | GSC Game World        | [ 97 ]               |
| 2001 | Screamer 4x4                                 | Windows                                                                                       | Clever's Games        | [ 98 ]               |
| 2002 | Nightstone                                   | Windows                                                                                       | New Horizon Studios   | [ 99 ]               |
| 2002 | Tir et But: Édition Champions du Monde       | Game Boy Advance                                                                              | Titus                 | [ 100 ]              |
| 2002 | Barbarian                                    | PlayStation 2, GameCube, Xbox                                                                 | Saffire               | [ 101 ] [ 102 ]      |
| 2002 | Downforce                                    | PlayStation 2, Game Boy Advance                                                               | Smart Dog             | [ 103 ]              |
| 2002 | Top Gun: Firestorm Advance                   | Game Boy Advance                                                                              | Fluid Studios         | [ 104 ]              |
| 2003 | RoboCop                                      | Windows, Xbox, PlayStation 2, GameCube                                                        | Titus                 | [ 21 ]               |